# Église Saint-Martin de Nagol
L'église Saint-Martin (catalan : església de Sant Martí) est une église située dans le village de Nagol, dans la paroisse de Sant Julià de Lòria, en Andorre. Depuis 2003, cette église romane du XIe siècle est protégée comme bien d'intérêt culturel de l'Andorre.

## Description
L'église est accessible depuis le village Nagol par un sentier. Elle est située à 1100 m, au dessus de Sant Julià de Lòria et de la rivière Valira. C'est une petite chapelle rectangulaire, avec une abside en demi-cercle, de construction simple. 
Elle est mentionnée pour la première fois dans un document de la paroisse datant de 1048. 
Le bâtiment est encaissé dans le rocher du côté nord et son flanc sud donne à pic sur la vallée, l'abside est à l'ouest, et l'entrée, à l'est, ce qui est imposé par la situation du bâtiment qui ne peut être accédé que par ce côté.
L'abside est semi-circulaire couverte d'une voûte en quart de sphère et de dalles d'ardoise. L'église possède quatre fenêtres, un oculus dans la façade, une dans l'abside et deux dans le mur sud. La toiture à deux pans également couverte de dalles d'ardoise, a été refaite au XXe siècle. La façade est surmontée d'un petit clocher-mur percé.
À l'intérieur, la nef est étroite et surélevée. Elle est couverte d'une voûte en berceau. Le sol est taillé directement dans le rocher. De part et d'autre de la nef et tout près de l'abside se trouvent deux niches semi-circulaires terminées par un quart de sphère.
En 1981, les services du Patrimoine culturel commencèrent la restauration du bâtiment. Deux campagnes de fouilles furent nécessaires. En plus de permettre de récupérer le soubassement et la pierre de l'autel original, elles permirent de découvrir des restes de céramiques, des pièces et une nécropole.

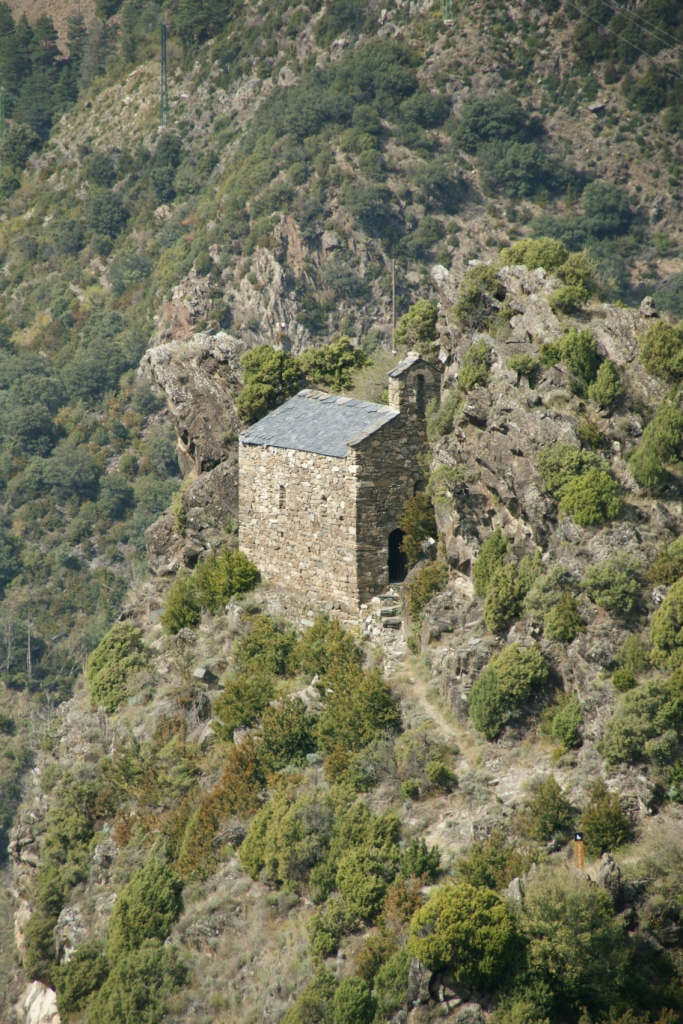
Le côté nord est adossé à la falaise
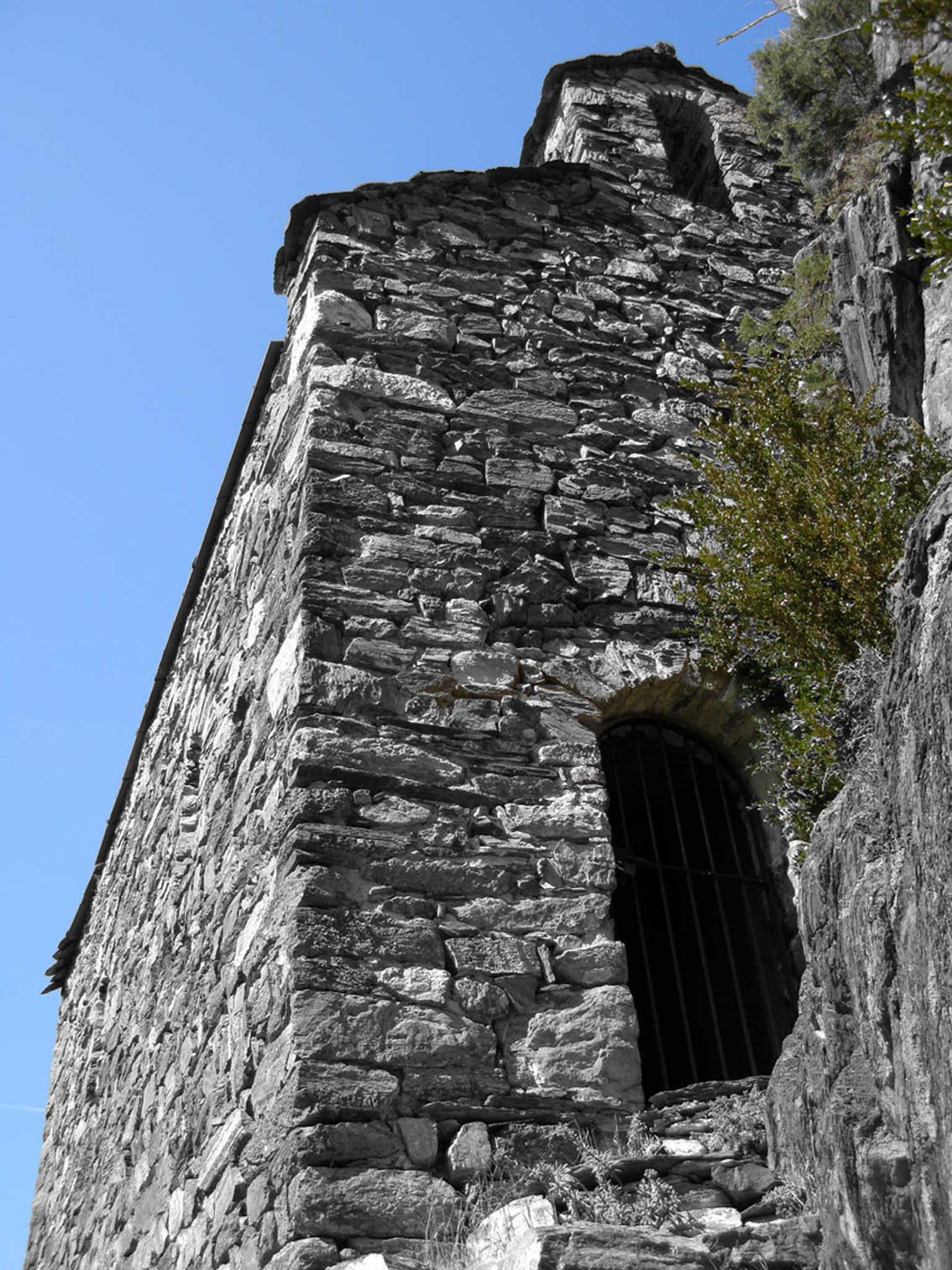
Dans le côté est, la porte d'entrée